# Direct Media
Direct Media је медијски систем који послује у региону југоисточне Европе, који нуди интегрисане комуникације, рекламирање и медијске сервисе међународним и локалним партнерима. У власништву је United Group.

## Историја
се из водеће медијске агенције трансформисала у медијски систем. Својим партнерима нуде интегрисану комуникацијску услугу, истовремено промовишући медијско окружење пласирањем медијских садржаја врхунског квалитета.
Као матична компанија Direct Media System, створили су мрежу професионалаца који су поставили стандарде у медијском оглашавању. Њихове експертизе у планирању и куповини медија на српском тржишту, развоју независних алата и систему праћења и процене стекли су им репутацију агенције која буџет партнера трансформише у ефикасне медијске кампање са видљивим и мерљивим ефектом.
Њихов тим чине мултидисциплинарни професионалци у комуникацији, а дигитални сектор је лидер у региону. Агенција за интегрисану комуникацију Fusion communications креирала је неке од награђиваних кампања, а креативни сектор је препознат по својој иновацији у кориштењу нових технологија. Комплетну услугу употпуњује производњом материјала у Digital Print Center – Big Print.